# アポローン
アポローン（古希: ΑΠΟΛΛΩΝ（Ἀπόλλων）、古代ギリシア語ラテン翻字: Apóllōn）は、ギリシア神話に登場する男神。オリュンポス十二神の一柱であり、ゼウスの息子である。
詩歌や音楽などの芸能・芸術の神として名高いが、羊飼いの守護神にして光明の神でもあり、イーリアスにおいてはギリシア兵を次々と倒した「遠矢の神」であり、疫病の矢を放ち男を頓死させる神であるとともに病を払う治療神でもあり、神託を授ける予言の神としての側面も持つなど、付与された性格は多岐に亘る。
もとは小アジアに起源をもつ神格で、本来は繁茂する植物の精霊神から転じて牧畜を司る神となったという説や、北方の遊牧民に起源を求める説など、アポローンの出自については諸説あり、複数の神格の習合を経て成立したものとも考えられている。古典期のギリシアにおいては理想の青年像と考えられ、また、ヘーリオス（太陽神）と同一視されるようにもなった。
推定される原音に近づけてその名をカナ転写すればアポルローンあるいはアポッローンとなるが、日本語のカタカナ表記ではアポローン、または長母音を省略してアポロンとするのが通例である。

## 概説
アポローンは主神ゼウスとレートーとの息子で狩猟の女神アルテミスの双子の兄弟。オリュンポス十二神に名を連ねる。古くから牧畜と予言の神、また、竪琴を手に執る音楽と詩歌文芸の神であった。光明神の性格を持つことから前5世紀には時としてヘーリオスと混同されて太陽神とされ、ローマ時代にはすっかり太陽神と化した。聖獣は狼および蛇で、聖鳥は白鳥および、烏、雄鶏、鷹、禿鷹で、蝉もアポローンの使いとされる。聖樹は月桂樹、オリーブ、棕櫚、御柳。また、イルカ（デルピス）との関係も深く、「イルカの神」を意味するデルピーノスとも呼ばれ、「デルポイ」という地名はここから来ているともいわれる。
また、あらゆる知的文化的活動の守護神とされ、詩神ムーサイを主宰するとともに、オルペウス教の伝説的開祖である詩人オルペウスの父親ともされる。一方、人間に当たれば苦痛なく一瞬で即死する金の矢を武器とし、姉（妹）神アルテミスとともに「遠矢射るアポローン」として疫病神の性格を持ち、転じて医術の神としても信仰された。医神アスクレーピオスがアポローンの子とされるのはそのためである。このように、アポローンの性格は理性的であると同時に人間を地上に向かって放った矢から広がる疫病で虐殺したり、音楽の腕を競う賭けでサテュロスの1人マルシュアースを生きたまま全身の皮膚を剥いで殺すなどの冷酷さ、残忍さをも併せ持っている。腕力も強く、イーリアスではアカイア勢の築いた頑強な城壁を素手で軽々と打ち砕いて崩壊させている。ボクシングを創始した神としても知られる。
フリードリヒ・ニーチェは、理性をつかさどる神として、ディオニューソスと対照的な存在と考えた（『悲劇の誕生』）。

## 神話

### アスクレーピオス
アスクレーピオスは、テッサリアのラーリッサ領主の娘コローニスとアポローンの子。アポローンとコローニスの伝令であった鴉の讒言によってアポローンは嫉妬に駆られ彼女を射殺した。しかしすぐに後悔し、彼女の胎内から取り出したアスクレーピオスをケンタウロス族の賢者ケイローンに預けた。医術の神の血を引く彼は、やがてすぐれた医術を獲得するに至り、人を救うことに熱心だったが、やがて死者をも蘇らせることになったので、冥府の神ハーデースはゼウスにこの不条理を訴えた。そのためアスクレーピオスはゼウスの雷霆に撃たれて死に、天の神になったとされる。そして、アスクレーピオスと鴉は共にへびつかい座とからす座として天に掲げられた。

### ダプネー

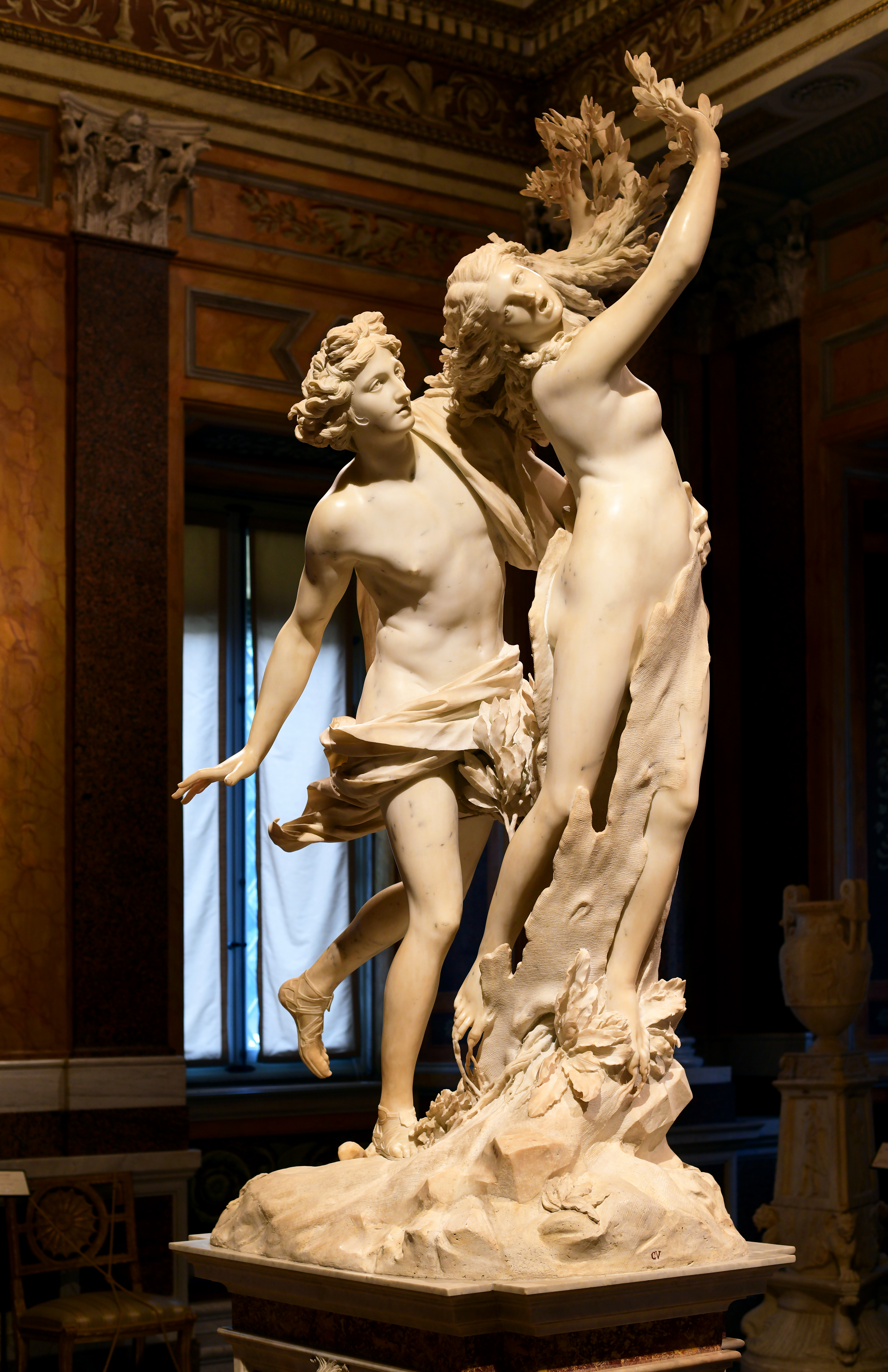
『アポロンとダプネ』 ジャン・ロレンツォ・ベルニーニ作 (1622年-1625年) ボルゲーゼ美術館所蔵。

ダプネー (Daphnē) は、テッサリアの河神ペーネイオスの娘である。大蛇ピュートーンを矢で射殺したアポローンが、帰途偶然出会ったエロースと彼の持つ小さな弓を馬鹿にしたことから、エロースはアポローンへの仕返しに、黄金の矢（愛情を芽生えさせる矢）でアポローンを撃ち、鉛の矢（愛情を拒絶させる矢）でダプネーを射た。このため、アポローンはダプネーに愛情を抱いたが、ダプネーはアポローンの愛を拒絶した。
エロースの悪戯によってアポローンは彼女を奪おうと追いかけ続け、ダプネーも必死に逃げ続けた。しかし、ダプネーの体力が限界に近づき、ついにはペーネイオス河畔に追いつめられたため、ダプネーは父ペーネイオスに祈って助けを求めた。追いつめたアポローンがダプネーの腕に触れかけたとき、娘の苦痛を聞き入れたペーネイオスにより、ダプネーは月桂樹に身を変じた。
失意のアポローンは「せめて私の聖樹になって欲しい」と頼むと、ダプネーは枝を揺らしてうなずき、月桂樹の葉をアポローンの頭に落とした。この故事により、デルポイのピューティア大祭で行われる競技の優勝者には、月桂冠が与えられることになった（ダプネー Δάφνη は「月桂樹」という意味の普通名詞）。

### カッサンドラー

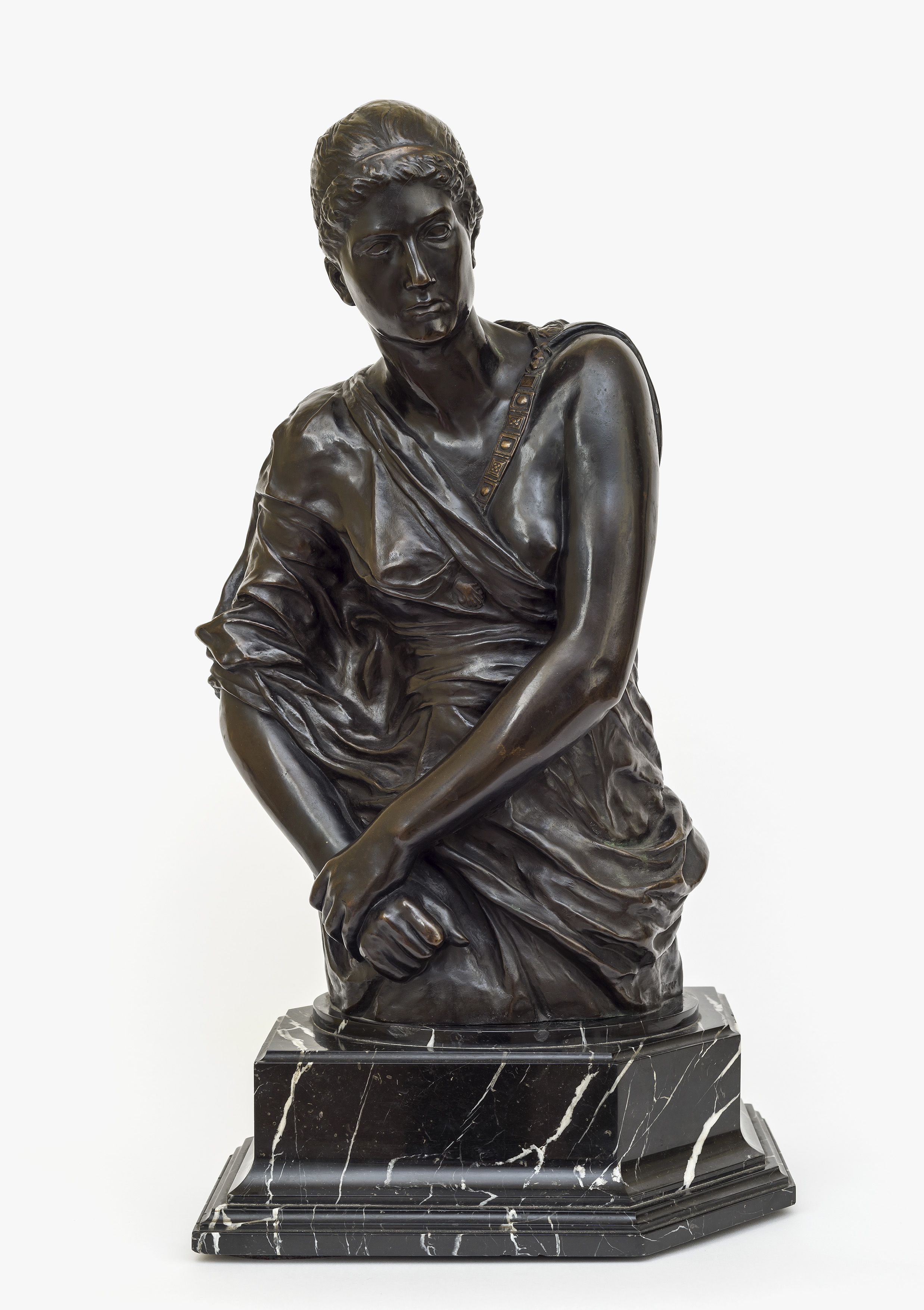
マックス・クリンガー『カッサンドラー』

カッサンドラー (Kassandrā) はトロイア王、プリアモスの娘である。アポローンはカッサンドラーの美貌に懸想し、求愛する。自分の愛を受け入れれば「百発百中の予言能力」を授けるとカッサンドラーを誘惑する。カッサンドラーはそれを受け入れ「予言能力」を手に入れるが、その瞬間「アポローンに弄ばれたあげく、捨てられる自分の運命」を予言してしまう。
カッサンドラーはすぐさまアポローンの許を去る。アポローンは怒り、「カッサンドラーの予言は誰も信じない」という呪いを掛けた。後に、ギリシア諸ポリスとトロイアとの間でトロイア戦争が起きると、カッサンドラーはトロイアの悲劇的滅亡を予言し、父王プリアモスらに警告するが、誰もそれを信じなかった。はたしてトロイアは、カッサンドラーの予言通り、アカイア人（ギリシア）との戦争に敗れ、滅亡するのである。

### ヒュアキントス
ヒュアキントスはペラ王ピーエロスと、歴史のムーサであるクレイオーとの間に生まれた美少年である。スパルタのアミュークライ市で生まれたという。
アポローンと西風の神ゼピュロスの2人がヒュアキントスの気を惹こうとしたが、彼はアポローンとばかり仲良くしていた。ある日、2人が仲良く円盤投げを楽しんでいた時、アポローンの投げた円盤がヒュアキュントスの頭部に激突、少年は息を引き取った。これはゼピュロスが2人の仲睦まじい様子を空から見て嫉妬し、円盤の飛ぶ方向を風で狂わせたためであった。アポローンは嘆き悲しんだが、溢れ出た少年の真っ赤な血の中から、赤い花が咲いた。この花は少年の名にちなんでヒュアキントス（ヒアシンス）と呼ばれた。
その後、スパルタでは毎年初夏にヒュアキンティアという彼の死を記念した祭典が行われたという。ヒアシンスは多年生の球根植物である。古代ギリシア人は、初夏に開花して間もなく枯れ、次の年の備えをするヒアシンスの習性に死と復活を重ね合わせて見たのであろう。

### ギガントマキアー
巨人戦争ギガントマキアーにもアポローンは参戦した。アポローンはヘーラクレースと共闘し、ギガースの一人であるエピアルテースの左目を射た。ギガースは神々に対しては不死身であったため、それだけでは死ななかったが、すかさず半神半人のヘーラクレースによって右目を射られ、絶命した。

## 信仰

### 起源
ギリシア的な神とされるが、『イーリアス』ではつねにトロイア側に加担している。また、母親とされるレートーは、元来は小アジアで信仰された大地の女神で、アポローンはこれに付き従う植物神を核として形成された、複数の神格の集合体と考えられている。その名前もギリシア語に由来するものではないというのが一般的な見解である。
また、生誕後、ギリシアに現れる前の一時期を北方の民ヒュペルボレオイの国で暮らしていたとされ、北海沿岸の琥珀産地と地中海沿岸を結ぶ交易路「琥珀の道」とも深いかかわりを持つ神だと考えられている。

### デルポイ

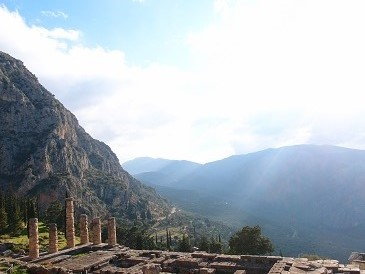
デルポイ遺跡

デルポイはアポローンの神託所で、ギリシア世界では最大の権威を持つ聖地であるが、少なくともミュケーナイ文明以前の時代から開けており、元は他の別神格の信仰中心地であったと考えられる。神話によれば、もともとガイアの聖地だったものを、番人の大蛇ピュートーンを射殺して奪ったものだという。神託は巫女・ピューティアーにより詩の形で与えられた。ギリシア人たちは、主に植民市建設の助言を貰い受けるためにデルポイを訪れ、デルポイは捧げ物によって繁栄を謳歌した。戦勝記念にもギリシア各地から贈り物が届けられ、マラトーンの戦いの際にはアテーナイから神殿が寄贈され、ガウガメーラの戦いの勝利後には東方遠征中のアレクサンドロス大王から敵兵の武具が寄贈された。
このほか、生誕地とされるデーロス島、ミーレートス市近郊のディデュマもアポローンの聖地とされる。

### ピューティア大祭
アポローンを讃える祭事はギリシアで広く行われていた。特に有名なのはデルポイを開催地として行われていたピューティア大祭であり、4年に1度、古代オリンピックの開催年と被らないように開かれた。音楽演奏の競技が最初に行われていたが、やがてキタラーの伴奏付きの歌唱や、フルートの演奏、フルートの伴奏による歌唱などが加わった。更に、演劇の上演コンクールや、詩や散文作品の朗読競技が行われ、紀元前582年以降では、オリュンピア大祭に倣って、各種の運動競技も加わり、また戦車（チャリオット）による競争も加わるようになった。
これらの数々の競技には、全ギリシアから参加者やその見物人が集まり、古代ギリシアの国際親善の場とも機会ともなった。各種競技の優勝者には、アポローンの聖樹であるダプネーつまり月桂樹の葉で飾られた冠が贈られ、これを「月桂冠」と称した。

### 異名とローマ神話
ポイボス・アポローン (Phoibos Apollōn) とも呼ばれ、ポイボスは「輝ける」の意と解される。このほかの異称には、アルギュロトクソス（銀の弓を持てる）、ヘケーボロス（遠矢を射る）、ムーサーゲテース（ムーサたちを導く）、アレクシカコス（害悪を追い払う神）、リュケイオス（狼の神）、スミンテウス（鼠の神）、パイエーオーン（癒す者）などがある。
アポローン信仰はイタリア半島のギリシア植民地クーマエを通じて古代ローマにもたらされた。ローマ神話においては主要な神格がギリシア神話の神格と同化されたが、その中でアポローンだけは双方に共通する名をもつ神であり、ラテン語でアポロー（羅: APOLLO, Apollō）と呼ばれた。「ポイボス」もラテン語形でポエブス (Phoebus) と呼ばれた。

## ギャラリー

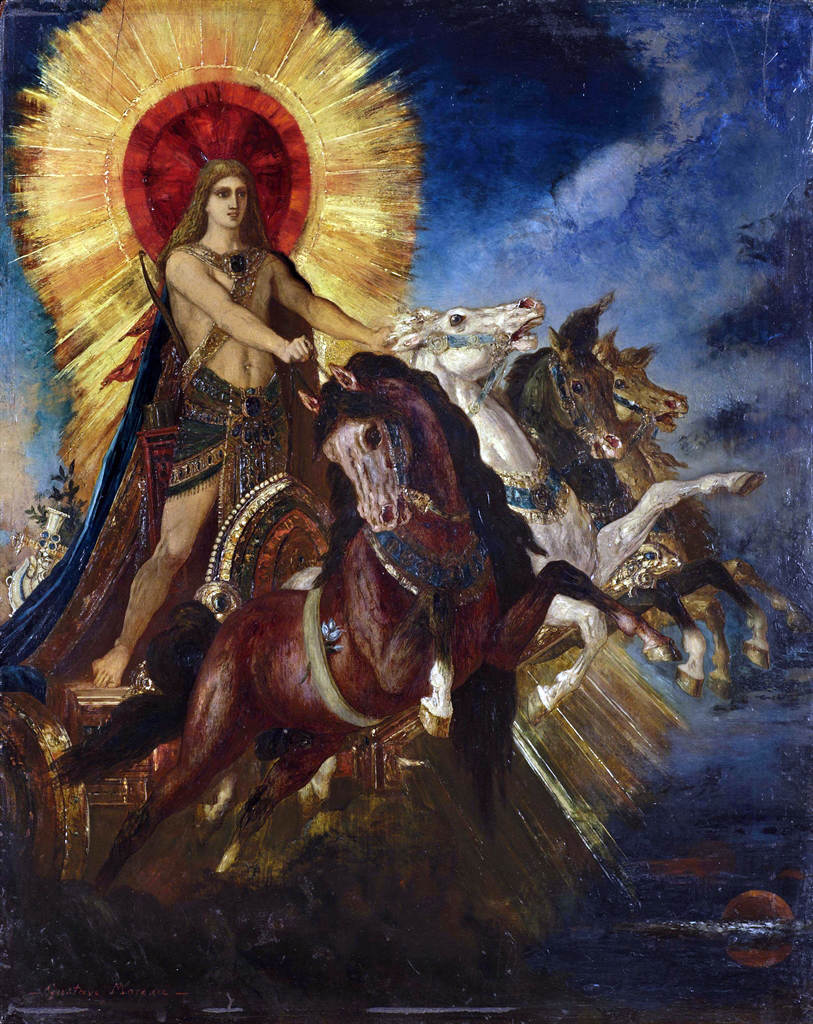
ギュスターヴ・モロー『ポイボス・アポローン』（1880年頃） 個人蔵
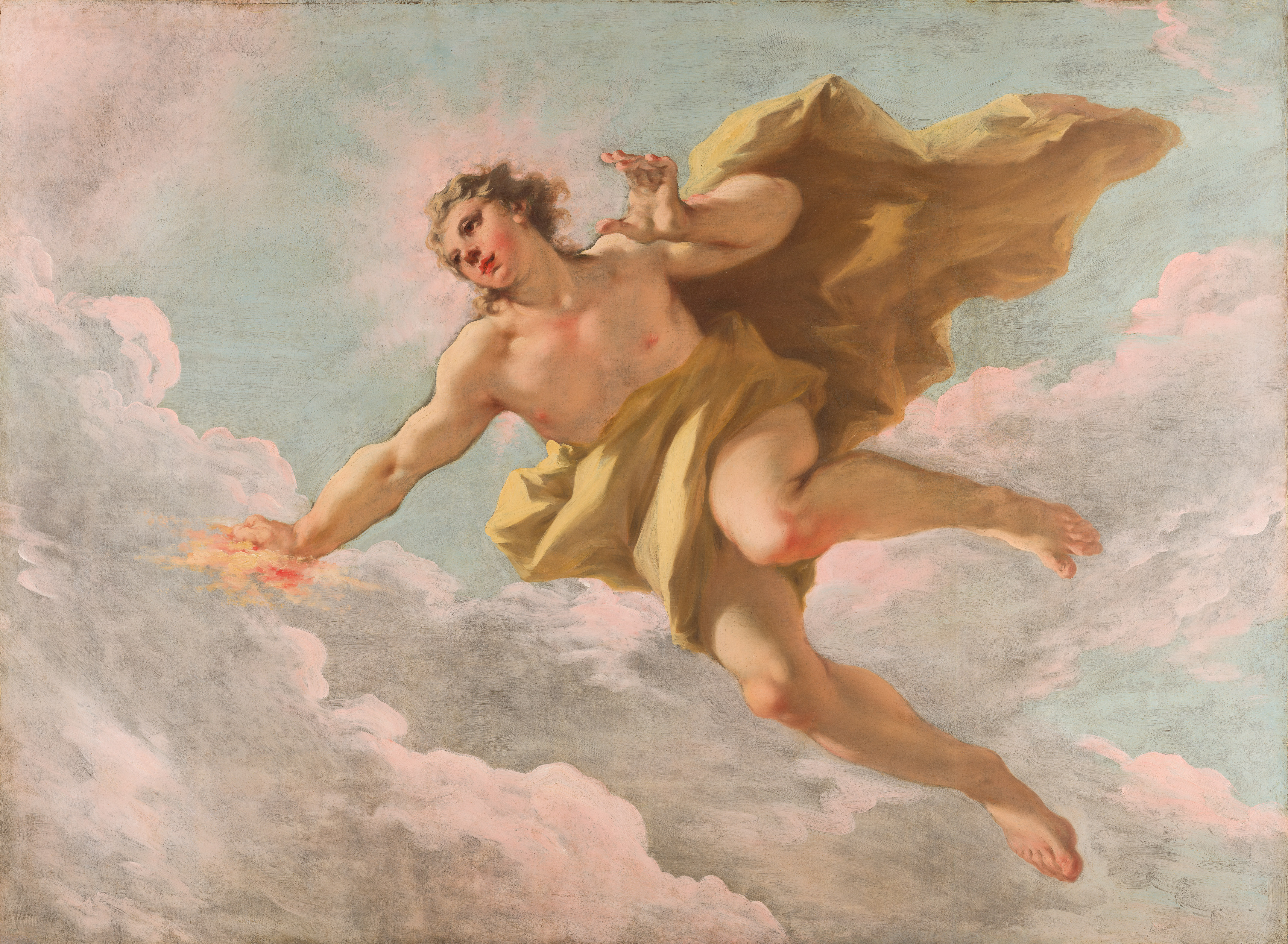
アントーニオ・ペレグリーニ 『アポローン』（1718年） マウリッツハイス美術館所蔵
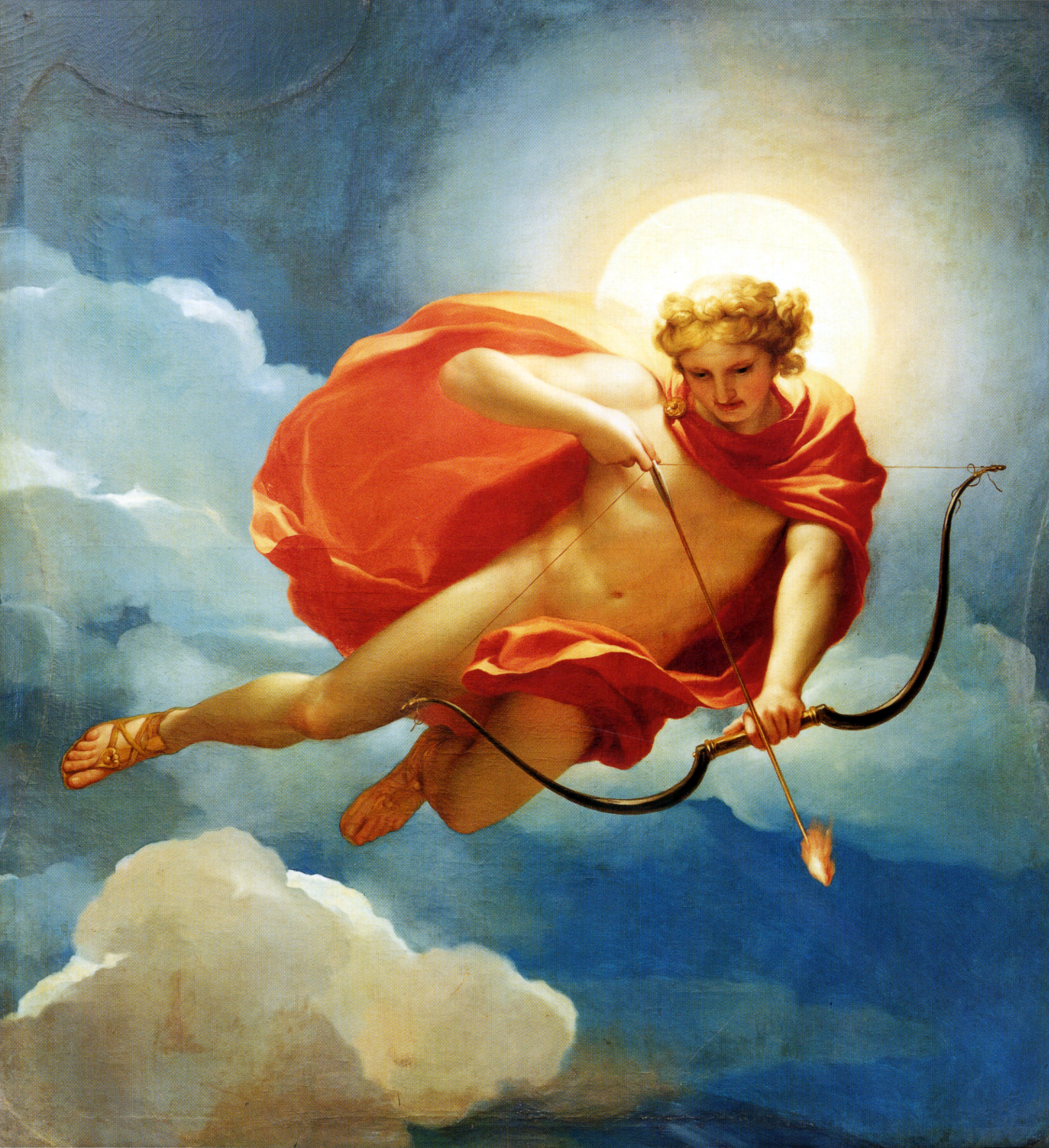
アントン・ラファエル・メングス『天にあるアポローン』（1765年頃）スペイン首相府所蔵
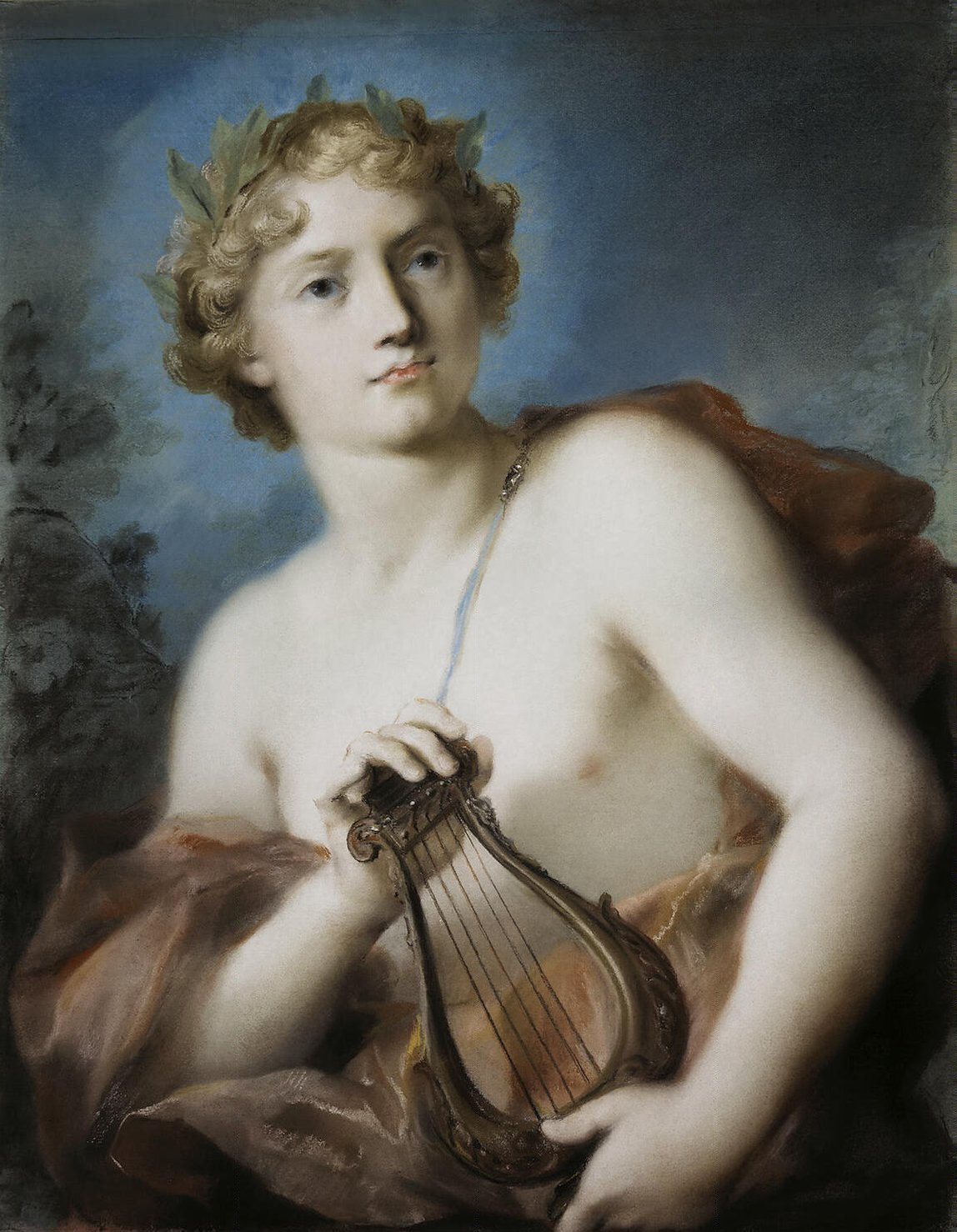
ロザルバ・カッリエーラ『アポローン』（1740年と1746年の間） エルミタージュ美術館所蔵}}
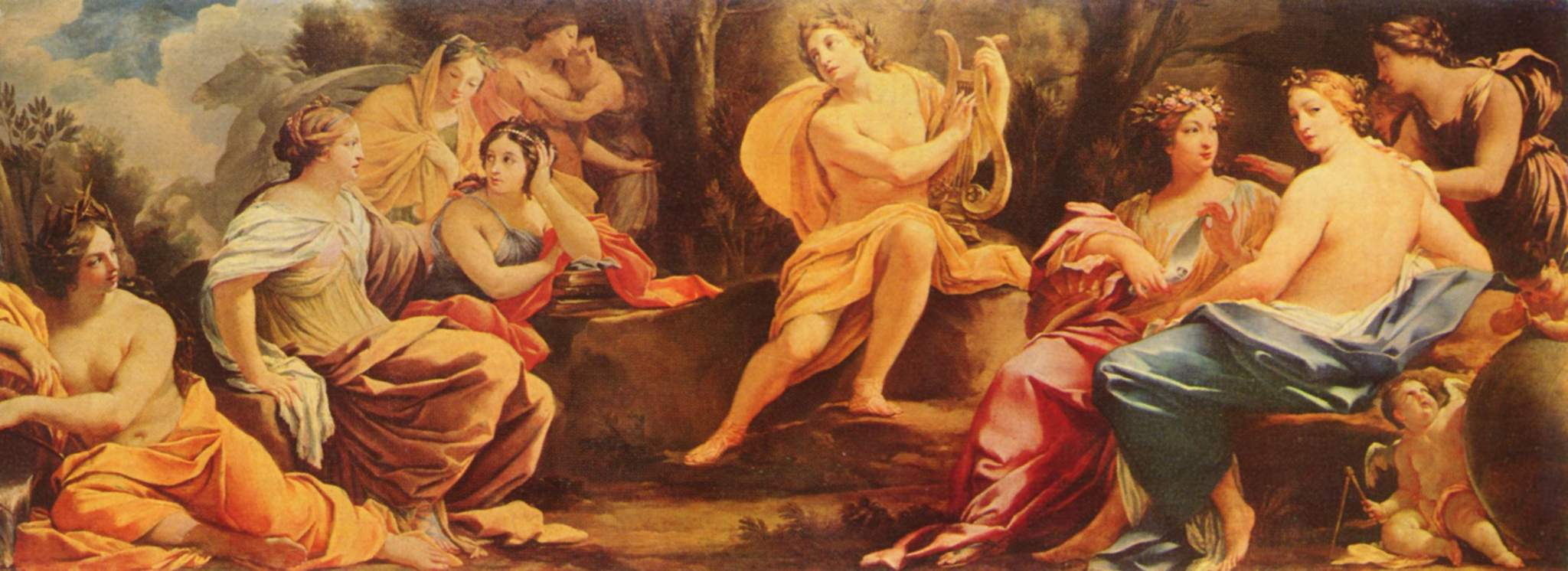
シモン・ヴーエ『アポローンとムーサたち』（1640年）ブダペスト国立西洋美術館所蔵
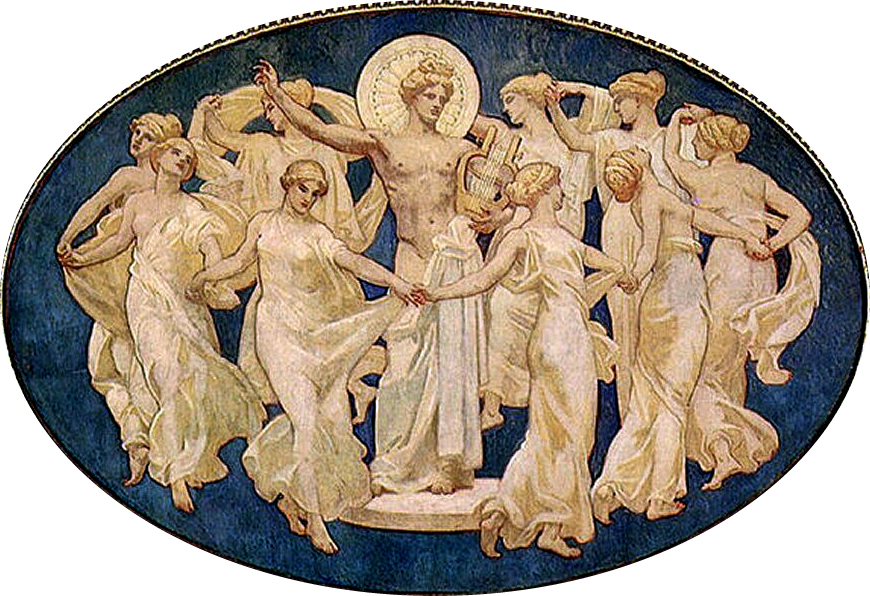
ジョン・シンガー・サージェント『アポローンとムーサたち』（1916年と1921年の間）ボストン美術館所蔵
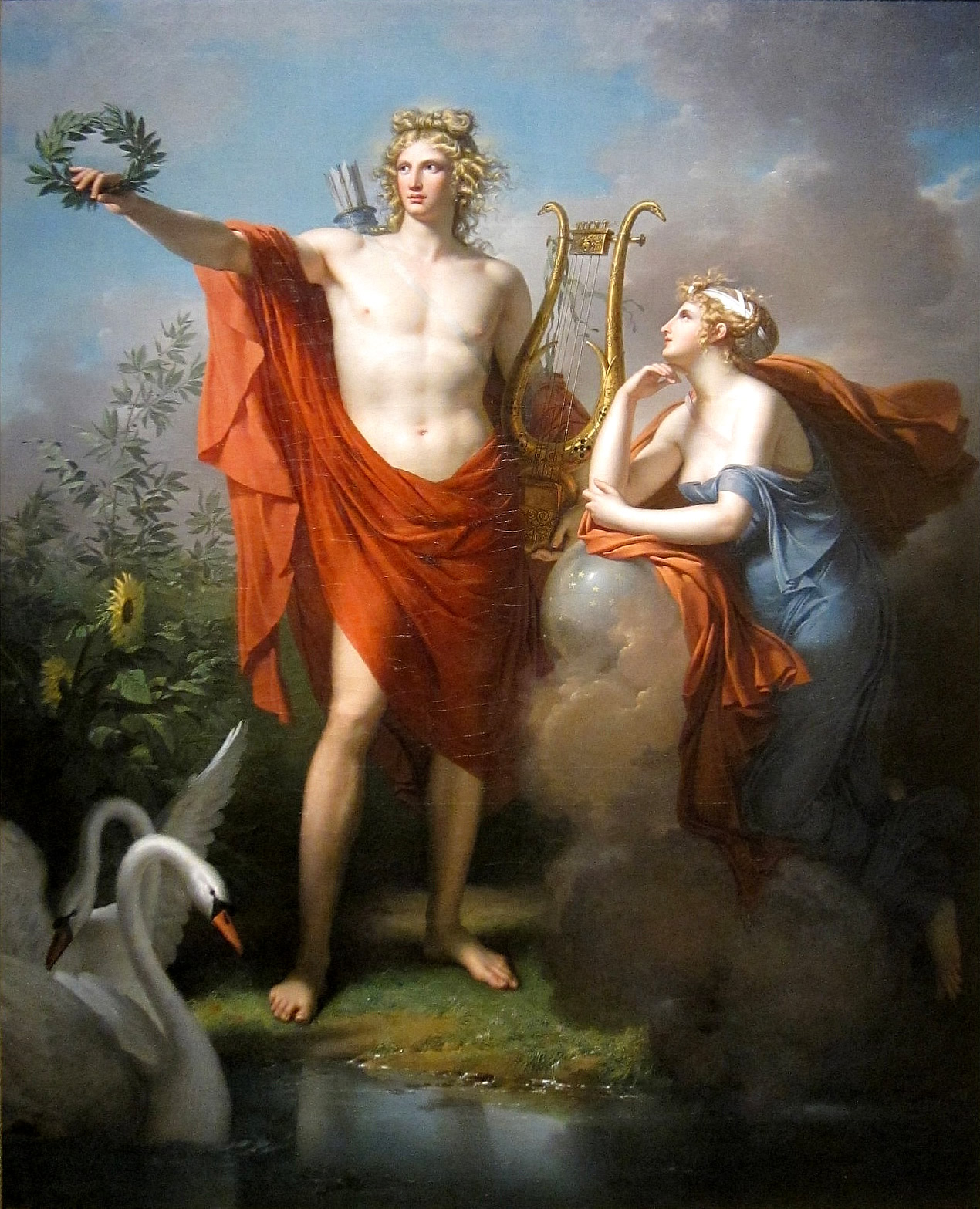
シャルル・メニエ『アポローンとウーラニアー』（1789-1800頃） クリーブランド美術館所蔵
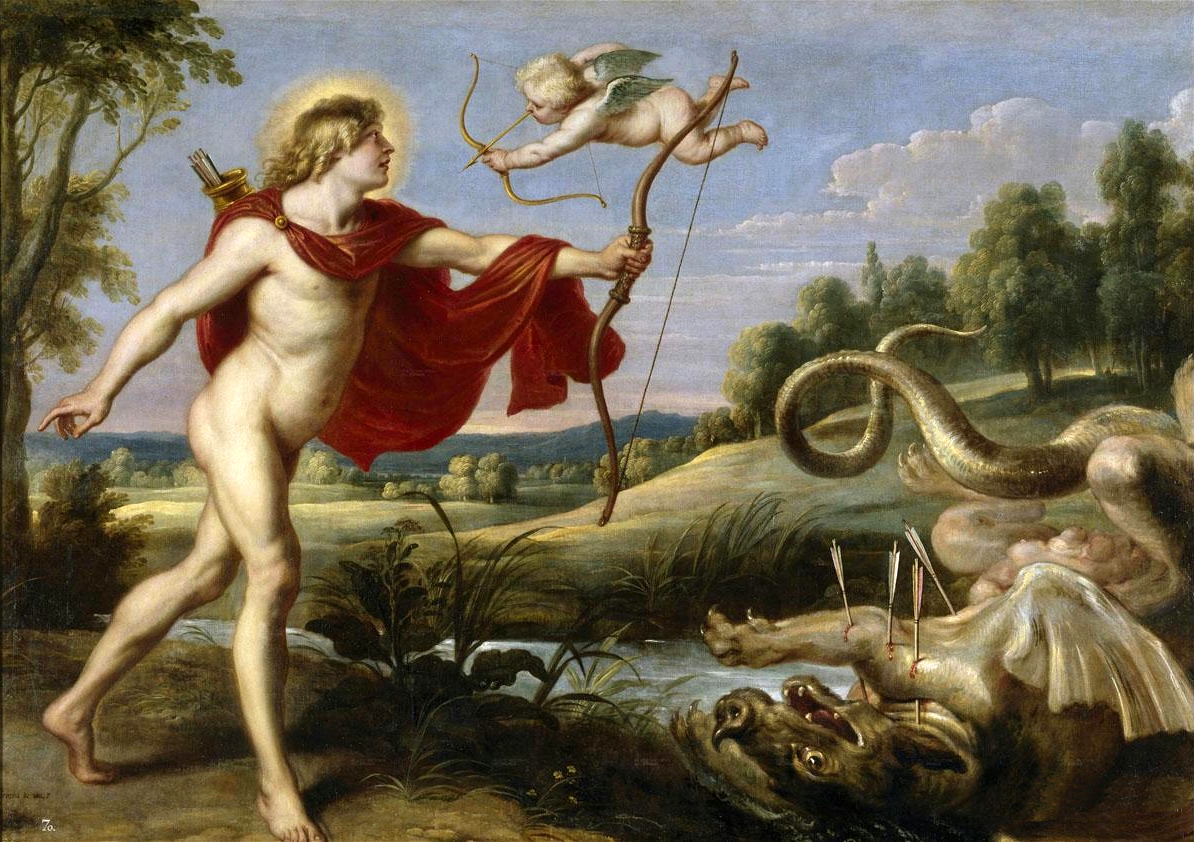
ピーテル・パウル・ルーベンスとコルネリス・デ・フォス アポローンとピュートーン』（1636年と1638年の間）プラド美術館所蔵
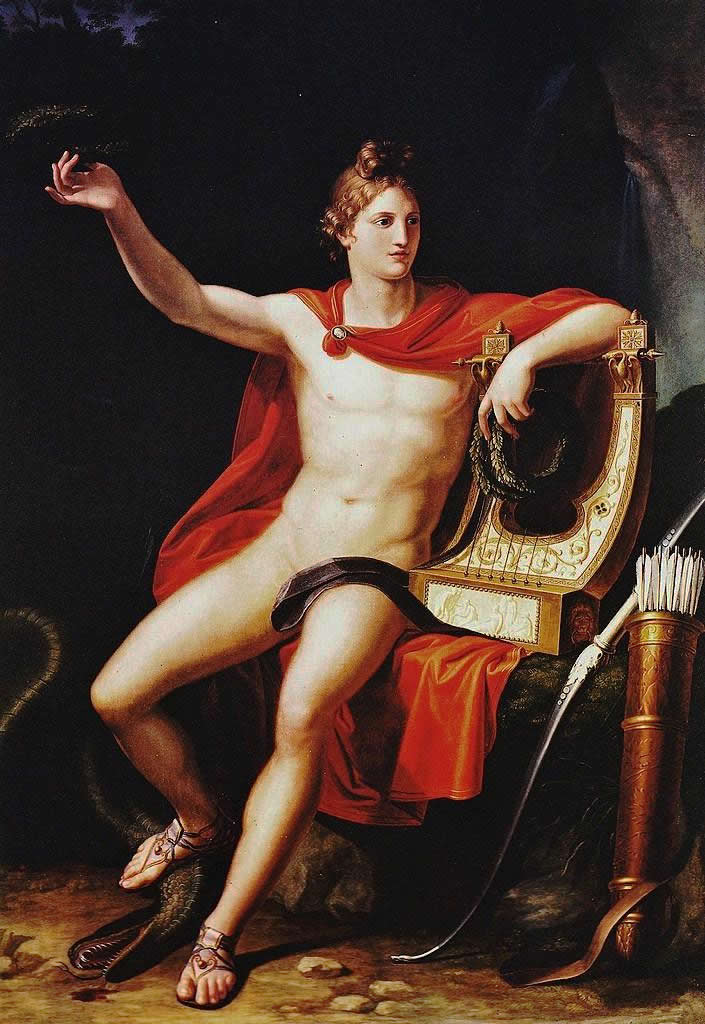
ピエトロ・ベンヴェヌーティ『ピュートーンに勝ったアポローン』（1813年頃）個人蔵
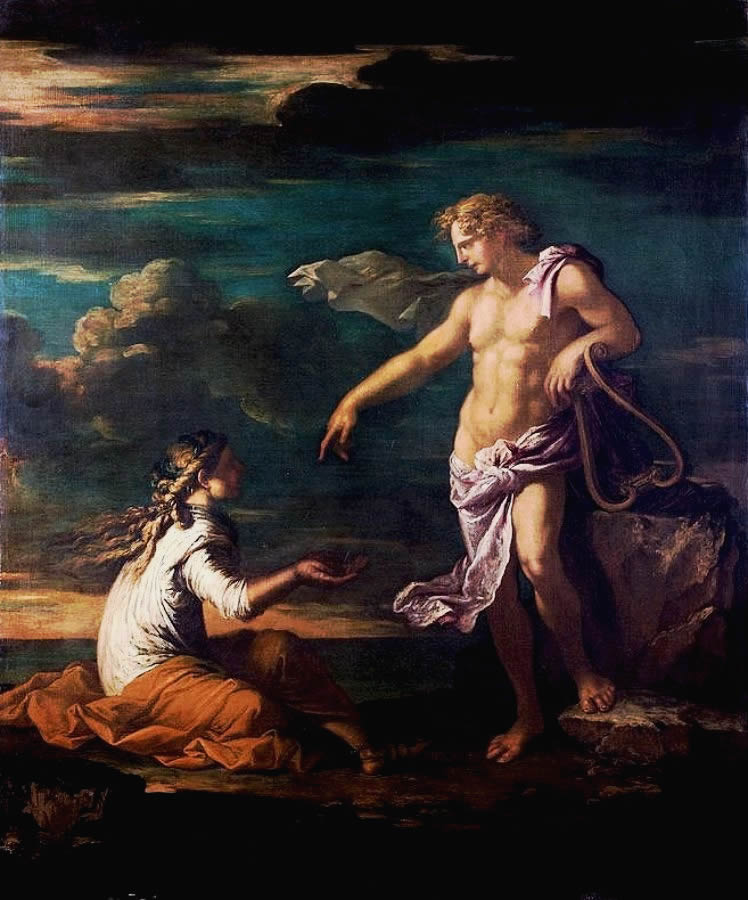
サルヴァトル・ローザ『アポローンとシビュラ』（17世紀）個人蔵
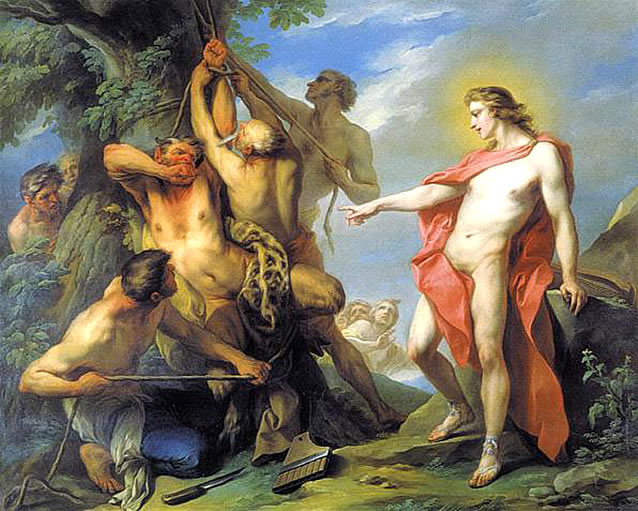
シャルル＝アンドレ・ヴァン・ロー『マルシュアースを罰したアポローン』（1735年）パリ国立高等美術学校
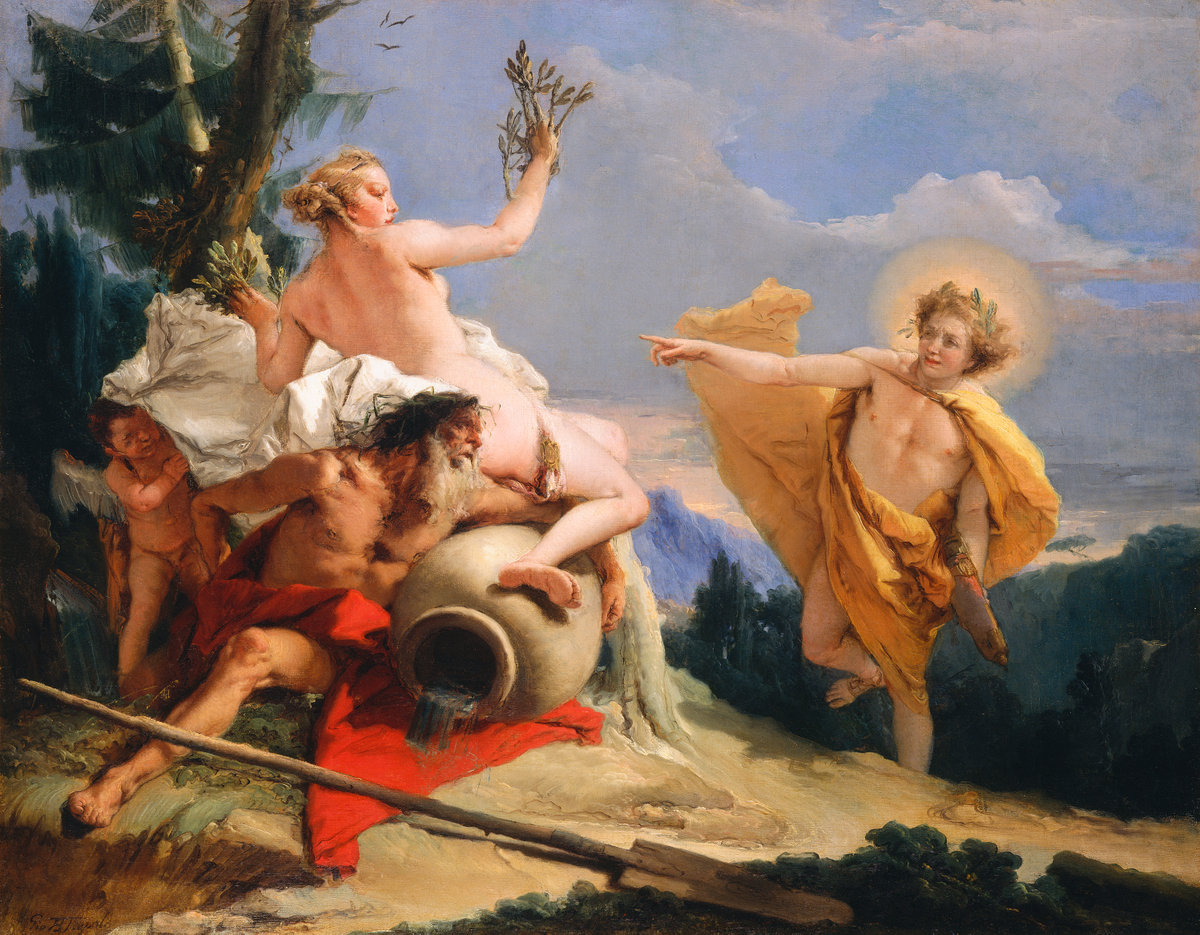
ジョヴァンニ・バッティスタ・ティエポロ『アポローンとダプネー』（1755年と1760年の間）ナショナル・ギャラリー所蔵
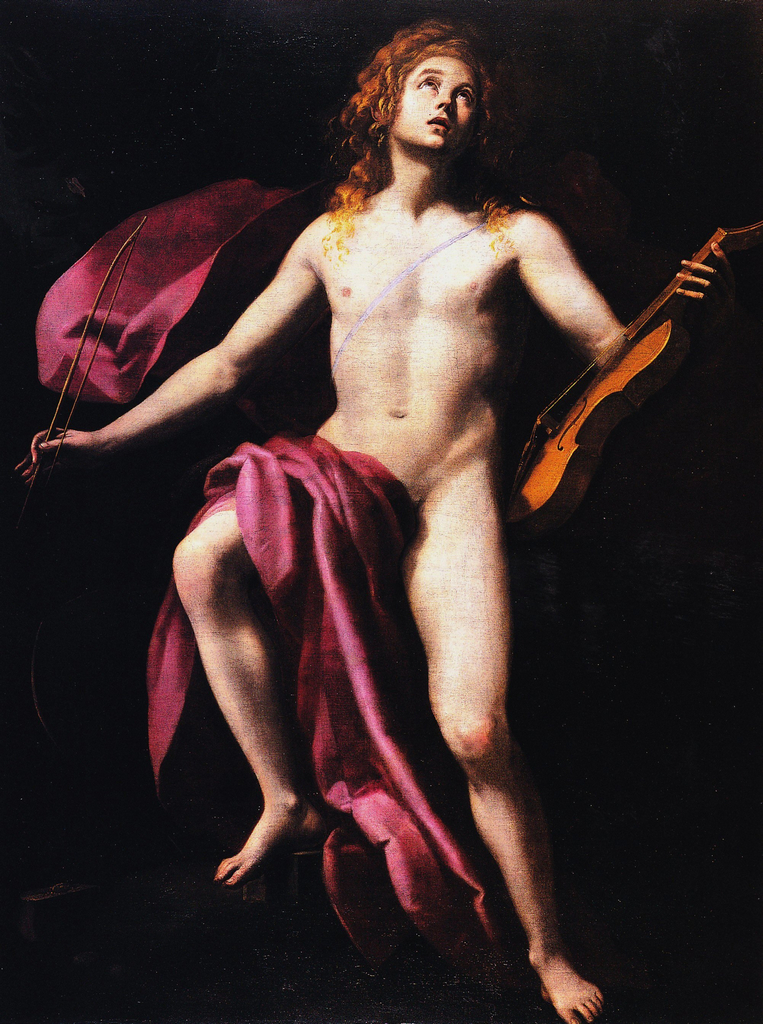
ジョヴァンニ・バリオーネ『アポローン』（1620年）アラス美術館所蔵
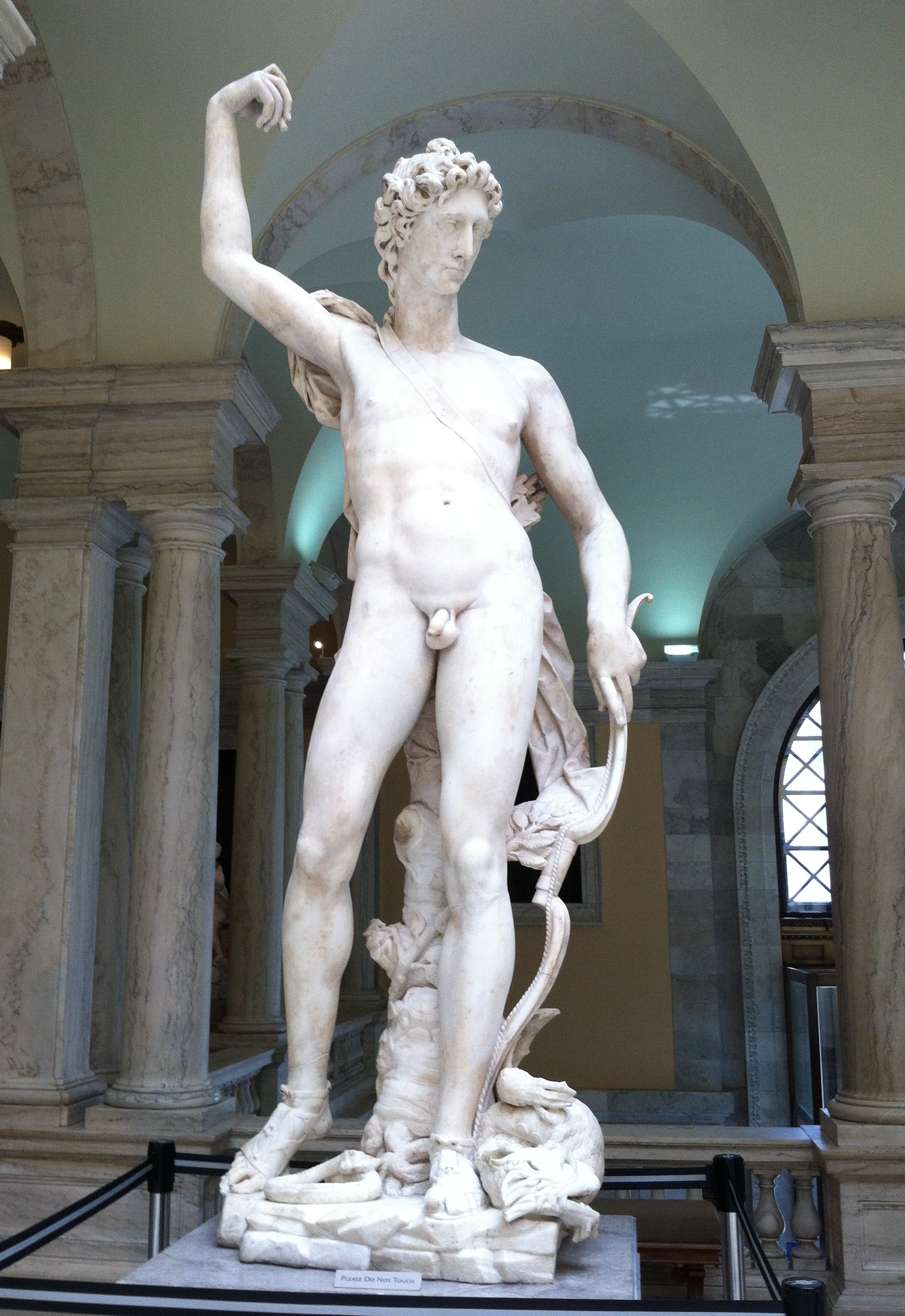
リシュリュー・アポローン像、ルーヴル美術館所蔵
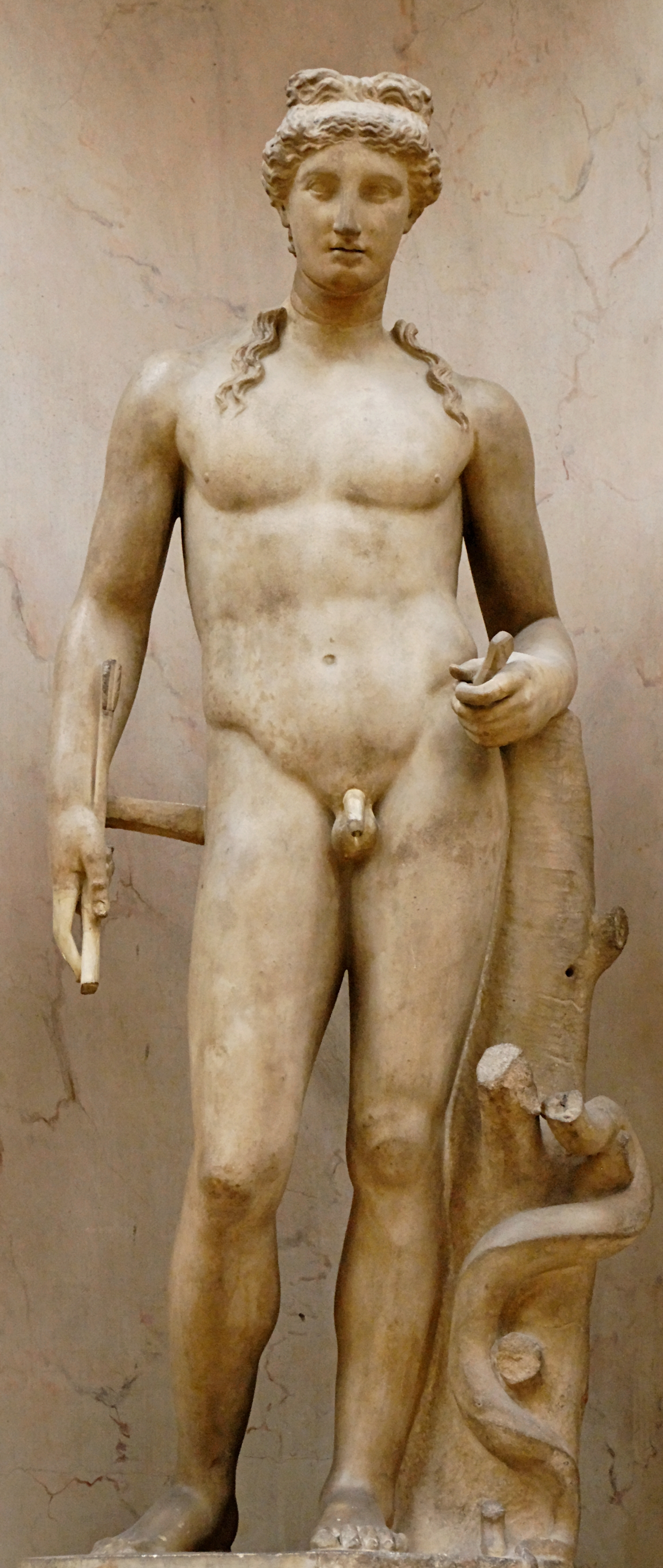
アポローン・キタロードス像、大英博物館所蔵
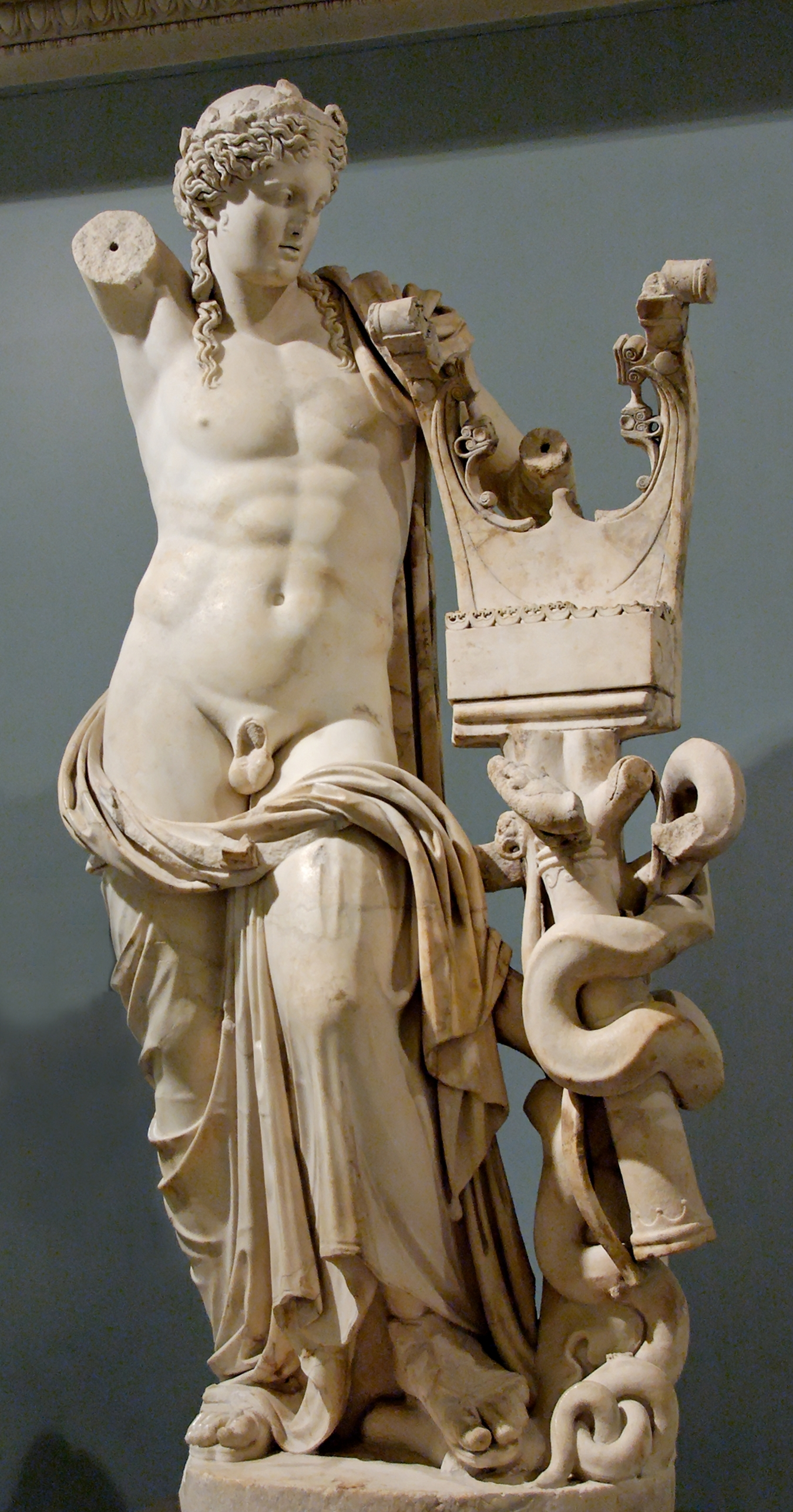
ピレウスのアポローンの青銅像（紀元前530年から500年まで）ピレウス考古学博物館所蔵
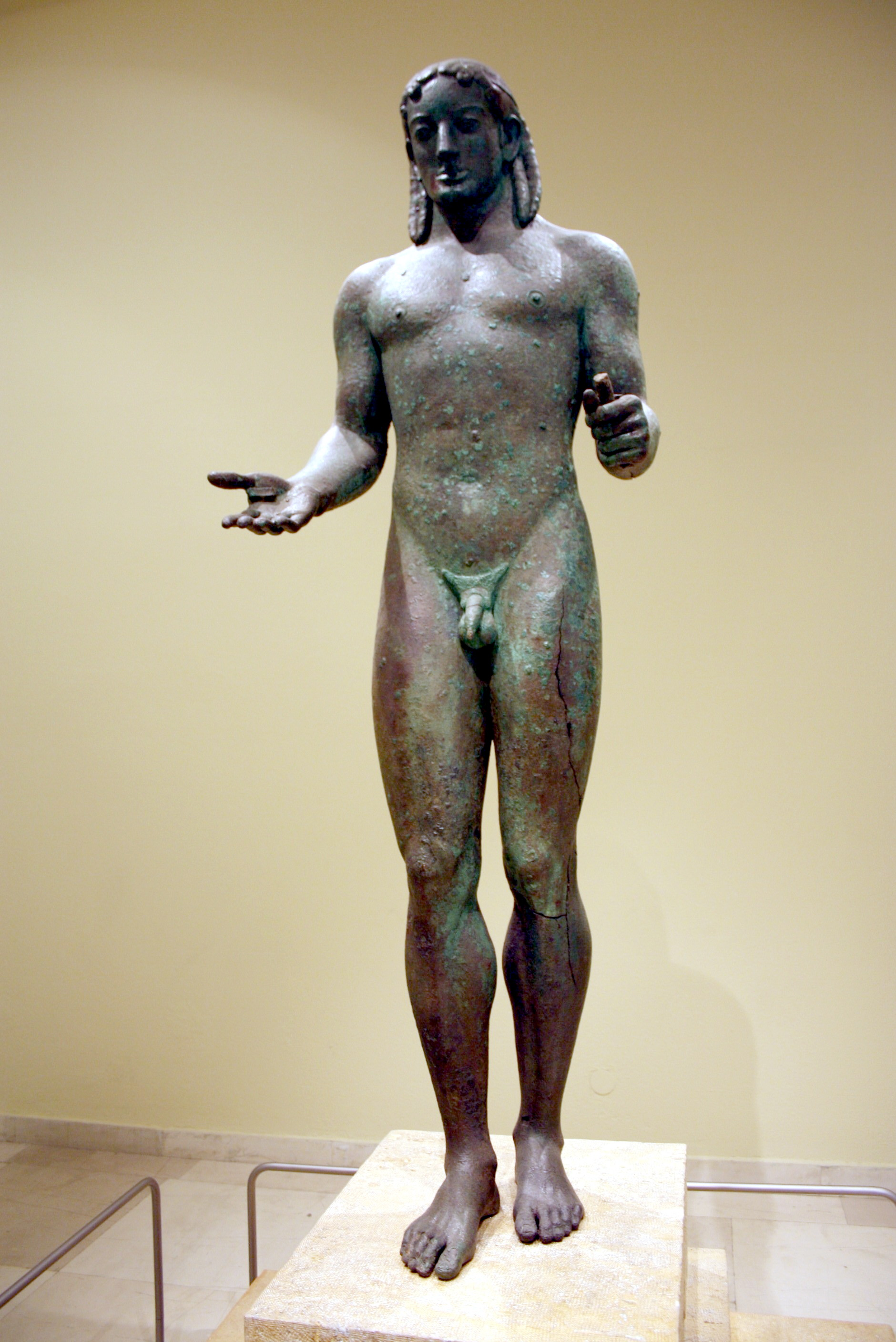
ピレウスのアポローンの青銅像（紀元前530年から500年まで）ピレウス考古学博物館所蔵
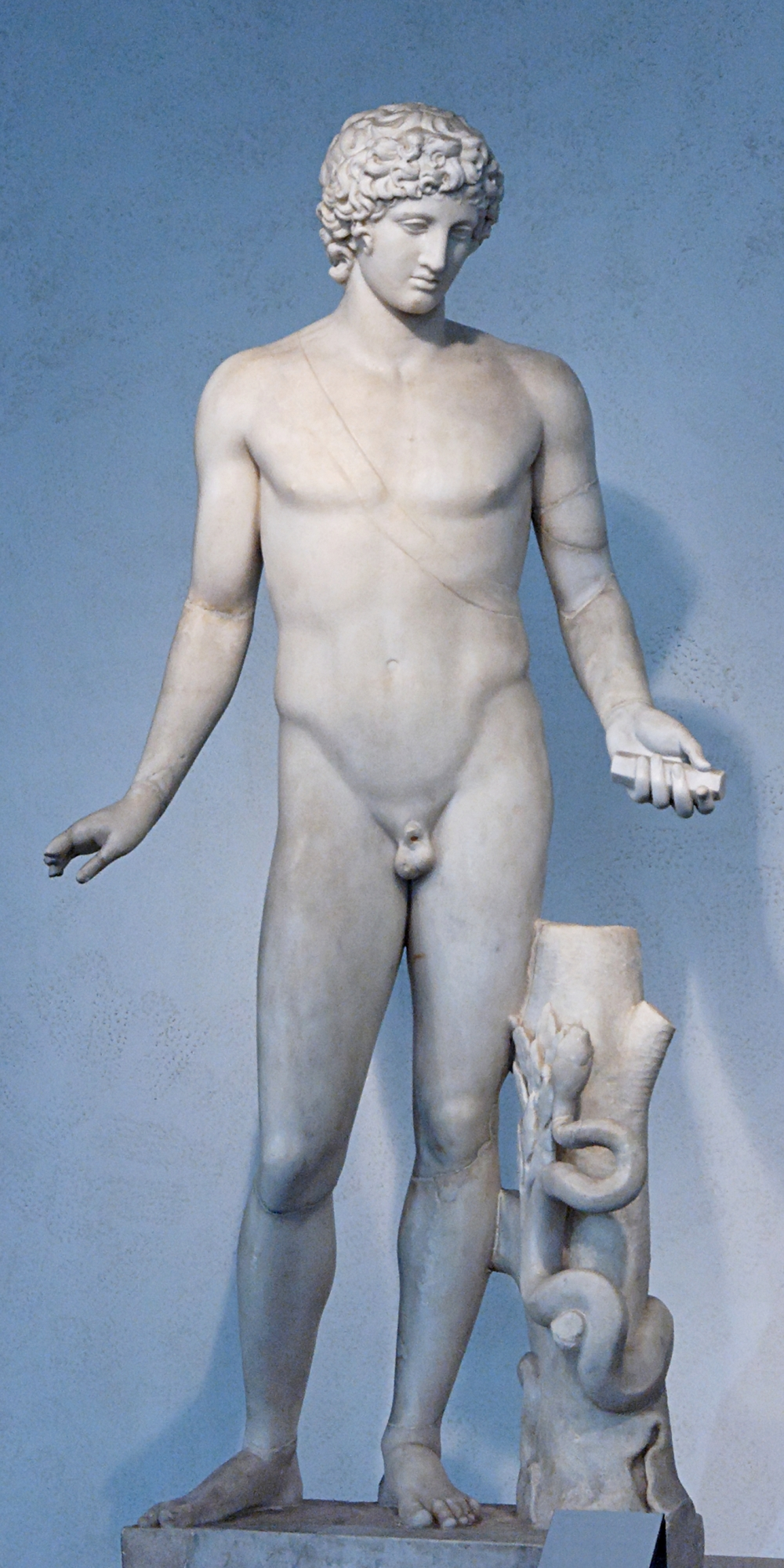
アポローン像、ローマ国立博物館所蔵